# Patrik Ježek
Patrik Ježek (*Pilsen, República Checa, 28 de diciembre de 1976), futbolista checo. Juega de volante y su actual equipo es el FC Admira Wacker Mödling de la Bundesliga de Austria.

## Selección nacional
Ha sido internacional con la Selección de fútbol de la República Checa Sub-21.

## Clubes
| Club                     | País            | Año       |
| ------------------------ | --------------- | --------- |
| FC Viktoria Plzen        | República Checa | 1994-1997 |
| FC Wacker Tirol          | Austria         | 1998-1999 |
| Austria Viena            | Austria         | 2000      |
| FC Wacker Tirol          | Austria         | 2001-2002 |
| Karlsruher SC            | Alemania        | 2002-2003 |
| AC Sparta Praha          | República Checa | 2003      |
| SV Pasching              | Austria         | 2004-2005 |
| Red Bull Salzburg        | Austria         | 2005-2010 |
| FC Admira Wacker Mödling | Austria         | 2010-     |

## Palmarés

### Campeonatos nacionales
| Título                | Club                 | País            | Año  |
| --------------------- | -------------------- | --------------- | ---- |
| Bundesliga de Austria | Austria Viena        | Austria         | 2000 |
| Bundesliga de Austria | FC Tirol             | Austria         | 2002 |
| Gambrinus Liga        | Sparta de Praga      | República Checa | 2003 |
| Bundesliga de Austria | FC Red Bull Salzburg | Austria         | 2007 |
| Bundesliga de Austria | FC Red Bull Salzburg | Austria         | 2009 |